# Ký hiệu Whyte

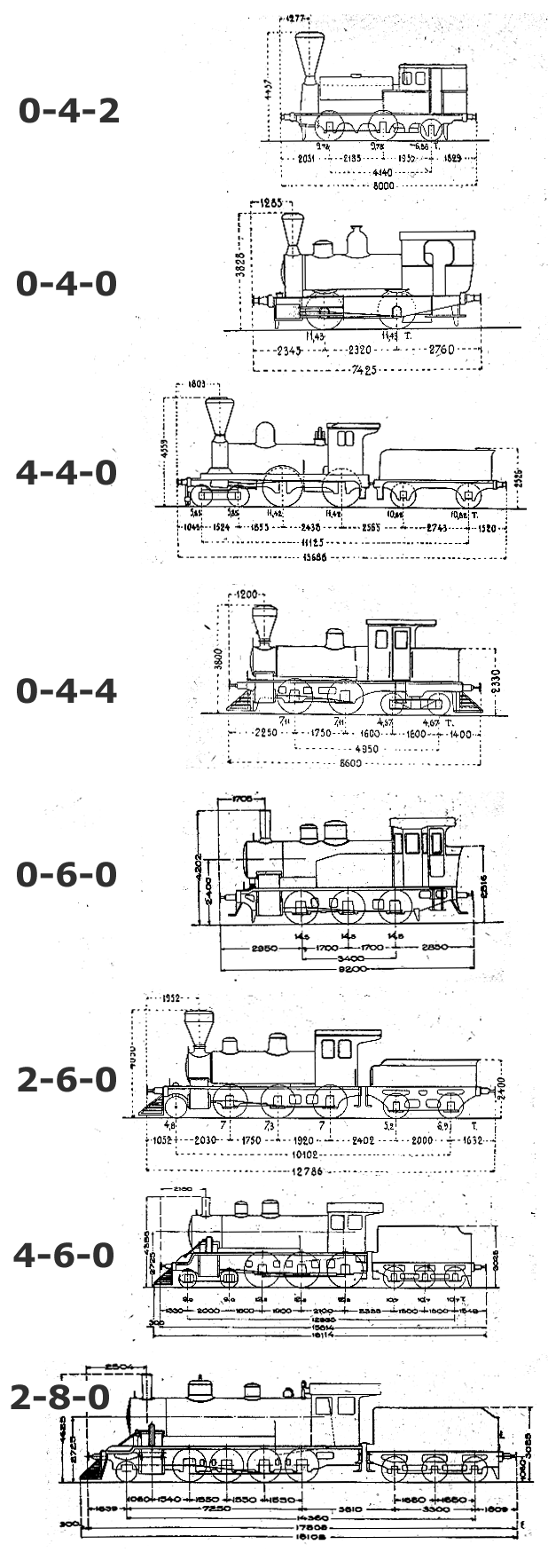
Một số loại đầu máy xe lửa vào đầu thế kỷ 20 dựa theo ký hiệu Whyte và bản vẽ kích thước của chúng

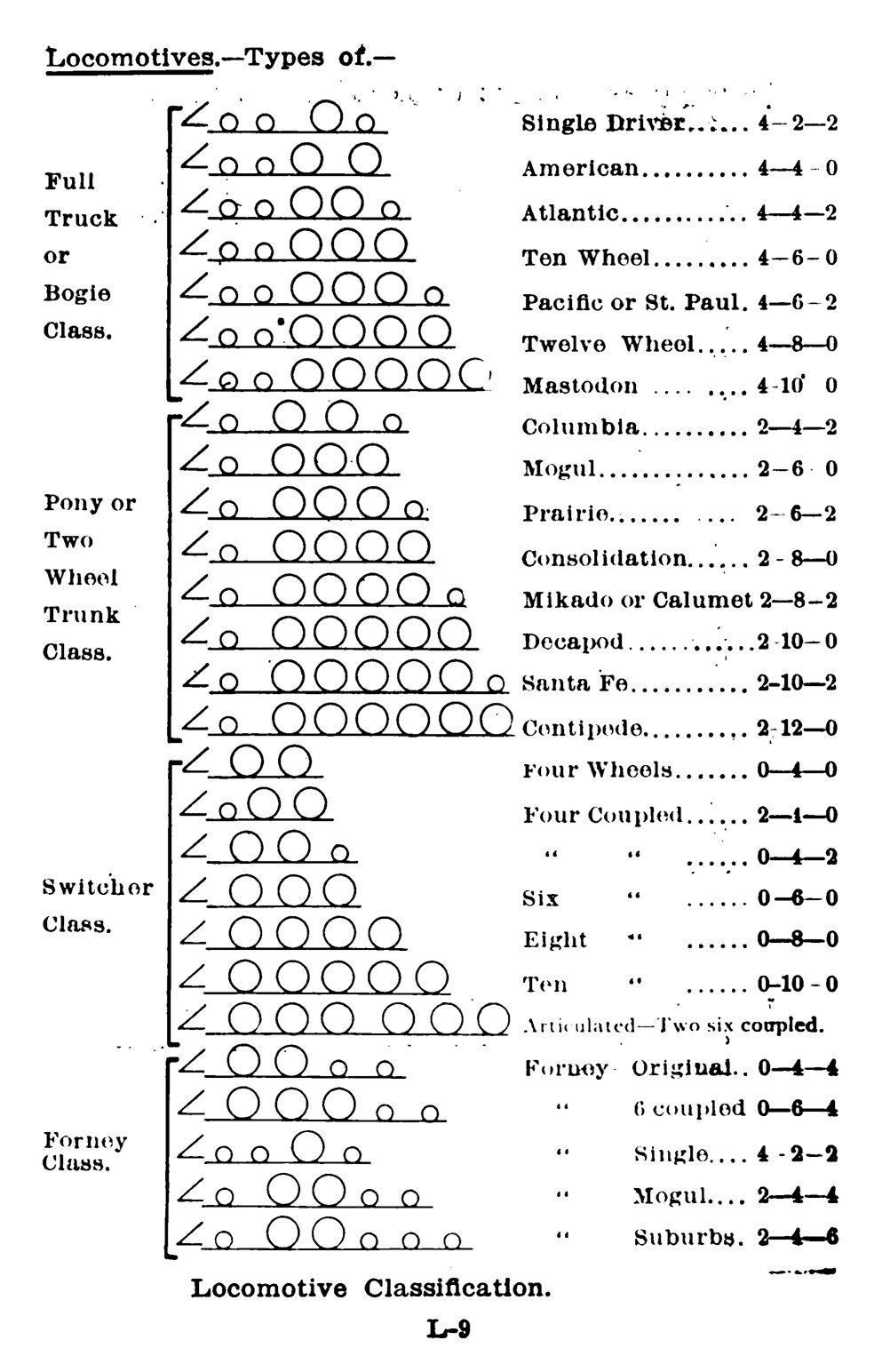
Ký hiệu Whyte từ một cuốn sổ tay dành cho công nhân ngành đường sắt được xuất bản năm 1906

Ký hiệu Whyte là phương pháp phân loại dành cho đầu máy hơi nước, một số đầu máy sử dụng động cơ đốt trong và đầu máy điện dựa theo cách bố trí bánh xe. Phương pháp phân loại đầu máy này được phát minh bởi Frederick Methvan Whyte và chúng được đưa vào sử dụng từ những năm đầu thế kỷ 20 sau bài xã luận trên tạp chí American Engineer and Railroad Journal vào tháng 12 năm 1900.
Hệ thống ký hiệu này đã được thông qua và vẫn còn được sử dụng ở Bắc Mỹ và Anh Quốc để mô tả cách bố trí bánh xe của các dòng đầu máy hơi nước, đối với các dòng đầu máy hiện đại, tàu động lực phân tán hay xe điện mặt đất, chúng được thay thế bằng hệ thống phân loại khác, chẳng hạn như hệ thống phân loại UIC ở châu Âu hay hệ thống phân loại AAR (về cơ bản là một hệ thống phân loại đơn giản hóa của hệ thống UIC) ở Bắc Mỹ. Tuy nhiên, đầu máy hơi nước sử dụng hệ thống bánh răng để truyền lực sẽ không sử dụng hệ thống ký hiệu này. Chúng được phân loại theo dòng đầu máy và số lượng bộ giá chuyển hướng của đầu máy đó.

## Cấu trúc của hệ thống ký hiệu

### Dạng cơ bản
Ký hiệu Whyte ở dạng cơ bản sẽ được xác định bằng việc đếm số lượng bánh xe dẫn hướng, sau đó là số bánh xe dẫn động và cuối cùng là số bánh xe theo sau, các số được phân tách bằng dấu gạch ngang. Ví dụ, đầu máy xe lửa có hai trục dẫn hướng (bốn bánh xe) ở phía trước, kế tiếp là ba trục dẫn động (sáu bánh xe) và một trục theo sau (hai bánh xe) sẽ được phân loại thành đầu máy xe lửa 4-6-2 và thường được gọi là Pacific.

### Cấu trúc của hệ thống ký hiệu đối với các dạng đầu máy khác

#### Đầu máy xe lửa có khớp nối
Đối với đầu máy xe lửa có khớp nối với hai bộ bánh xe, chẳng hạn như Garratts, về cơ bản là chúng là hai đầu máy xe lửa được nối với nhau bằng một nồi hơi chung, mỗi một bộ bánh xe được ký hiệu riêng, với dấu cộng (+) ở giữa. Do đó, đầu máy Garratt loại 4-6-2 sẽ được ký hiệu là 4-6-2+2-6-4. Đối với các dòng đầu máy Garratt, dấu cộng vẫn được sử dụng ngay cả khi hai đầu máy không có trục bánh xe theo sau, ví dụ như LMS Garratt với cách bố trí trục bánh xe dạng 2-6-0 sẽ được ký hiệu là 2-6-0+0-6-2. Có thể coi cụm đầu máy này không chỉ là hai "bộ giá chuyển hướng mang theo năng lượng", mà chúng chính là một đầu máy hoàn chỉnh mang theo nước và nhiên liệu. Dấu cộng ở đây có thể coi là cầu nối (với bộ khung đặt nồi hơi làm khớp nối) liên kết giữa hai đầu máy.
Đầu máy Triplex và bất kỳ loại đầu máy nào lớn hơn so với lý thuyết, chỉ đơn giản là mở rộng thêm từ đầu máy có khớp nối cơ bản, chẳng hạn như 2-8-8-8-2. Đối với trường hợp đầu máy quadruplex của Bỉ, cách bố trí bánh xe của cụm đầu máy là 0-6-2+2-4-2-4-2+2-6-0.

#### Đầu máy sử dụng điện
Cách bố trí trục bánh xe của các dòng đầu máy điện cỡ nhỏ có thể được thể hiện bằng hệ thống ký hiệu này, tương tự như với các đầu máy sử dụng động cơ đốt trong.
Hậu tố được sử dụng cho các dạng đầu máy điện bao gồm:
| Hậu tố                       | Ý nghĩa                                           | Ví dụ   |
| ---------------------------- | ------------------------------------------------- | ------- |
| BE (Battery-electric)        | Đầu máy điện chạy bằng pin                        | 4wBE    |
| OE (Overhead-lines electric) | Đàu máy điện tiếp điện từ đường dây điện trên cao | 0-8-0OE |
| RE (Third rail electric)     | Đầu máy điện tiếp điện từ ray thứ ba              | 4wRE    |